# Palacio del Marqués del Apartado
El Palacio del Marqués del Apartado es una construcción de cantera trabajada en estilo neoclásico, atribuida al arquitecto valenciano Manuel Tolsá. El edificio se ubica en la esquina conformada por la Calle de Donceles y República de Argentina, en el Centro Histórico de la Ciudad de México.

## Historia
Se sabe que la obra tardó en terminarse 10 años, comprendiendo el periodo que abarcó de 1795 a 1805. Completamente al más puro estilo neoclásico y en cantera gris. Consta de tres niveles y dos fachadas, dando hacia la calle de Donceles, una, y la principal hacia la calle de República Argentina, para ser más exacto frente al templo mayor. Esta última fachada se compone de un hermoso frontón sostenido por cuatro pilastras redondas dóricas adosadas al edificio. Pilastras cuadradas estriadas separan los ventanales del primer y segundo nivel a cada lado, cuyos balcones están trabajados también en cantera gris. Todo el remate del edificio está compuesto por una balaustrada de cantera (propio de las obras de Tolsá).
Este bello inmueble se realizó por encargo del señor Francisco Manuel Cayetano de Fagoaga y Arozqueta, quien fue el “apartador de oro y plata” desde 1718 hasta 1778. El entonces rey de España, Carlos III le otorgó el título de marqués del Apartado. Durante la mayor parte del siglo XIX fue residencia de varias familias adineradas del país, hasta que durante el periodo conocido como el porfiriato se le da uso gubernamental como la sede de la Secretaría de Justicia e Instrucción Pública, para lo cual Porfirio Díaz Ortega le realizó algunas adaptaciones al edificio.
A comienzos de 2005 fue entregado al INAH, con objeto de que se establezca la sede de la dirección general de este instituto, para lo cual desde hace tiempo se estaban realizando trabajos de remodelación.
Debido a su proximidad con el Templo Mayor, se han encontrado restos arqueológicos prehispánicos.